# Fernando Moreira Salles
Fernando Roberto Moreira Salles (c. 1947) é um empresário brasileiro. Filho de Walther Moreira Salles, fundador do Unibanco, é acionista do Itaú, juntamente com seus irmãos. De acordo com a revista Forbes, é uma das pessoas mais ricas do Brasil, com um patrimônio estimado em 2023 de US$ 4.2 bilhões.